# Народно-визвольна армія Югославії
Наро́дно-визво́льна а́рмія Югосла́вії, скор. НВАЮ, (сербохорв. Narodnooslobodilačka vojska Jugoslavije, Народноослободилачка војска Југославије) — це збройні сили антифашистського Опору Югославії, що діяли під проводом Комуністичної партії Югославії у Другій світовій війні. НВАЮ була найдієвішим партизанським формуванням Опору в окупованих нацистами країнах Європи. З липня 1941 року по травень 1945 НВАЮ вела бойові дії проти окупаційних сил гітлерівської коаліції, а також воювала за політичну владу у Югославії. Наприкінці війни НВАЮ брала участь у стратах полонених солдатів вермахту, хорватських збройних сил та інших колаборантів. 
Партизанські загони почали створюватися на окупованих землях Югославії після нападу нацистської Німеччини на СРСР. 22 червня 1941 року Політбюро ЦК КПЮ закликало жителів Югославії готуватися до збройної боротьби з окупантами й колаборантами. 27 червня в Белграді створено Головний штаб (з вересня 1941 — Верховний штаб) народно-визвольних партизанських загонів на чолі з Йосипом Брозом Тіто. 4 липня Політбюро ЦК КПЮ ухвалило рішення про перехід до загального повстання проти нацистів та їхніх союзників. 
Процес створення і розвитку НВАЮ мав чотири етапи. На першому, з липня 1941 року, основою ЗС були партизанські загони. 26 вересня 1941 року, під час наради у сербському селі Столице, Політбюро ЦК КПЮ і Головний штаб НВАЮ вирішили об'єднати ЗС і поступово перейти до створення регулярної армії. Другий етап пов'язаний зі створенням мобільних з'єднань — бригад. Першою з них стала 1-ша пролетарська бригада, утворена 22 грудня 1941 року. Третій етап почався 1 листопада 1942 року, зо дня видання наказу Верховного командувача НВАЮ про формування перших дивізій та корпусів. 
Упродовж четвертого етапу, що розпочався з другої половини 1944 року, НВАЮ реструктурувалася за радянським зразком  для пристосування до вимог фронтальних бойових дій; формувалися оперативно-стратегічні об'єднання, армійські групи та армії. 1 березня 1945 року НВАЮ була перейменована в Югославську армію (ЮА), Верховний штаб НВАПЗ Югославії перетворено на Генеральний штаб ЮА; створено Міністерство народної оборони та Військовий кабінет. Також відбулося остаточне оформлення організаційної структури збройних сил; створювалися та розвивалися види, роди та служби збройних сил.
Наприкінці 1941 року у складі НВАЮ боролися близько 80 тисяч людей. У день закінчення війни 15 травня 1945 року Югославська армія мала 59 дивізій й налічувала 800 тисяч осіб. У лавах НВАЮ воювали сотні людей українського походження, найвідомішими з яких є командир бригади, харків'янин Анатолій Гнатович Дяченко та Народний герой Югославії Іван Сенюк. На завершальному етапі війни бійцями НВАЮ були не менше чотирьох тисяч русинів і українців, що становило 10% усієї чисельності цієї національної меншини Югославії. Багато русинів і українців Югославії, активних учасників опору, отримали високі державні нагороди СФРЮ.

## Передісторія створення
6 квітня 1941 року країни Осі — Третій Рейх, Італійське та Угорське королівства оголосили війну Югославії. Вони зломили опір Югославської королівської армії за 11 діб і примусили її до капітуляції. Король Петро II Карагеоргієвич, уряд і вище командування емігрували за кордон. Територія країни була окупована і поділена між учасниками агресії на такі частини: північна частина Словенії була включена до складу Німеччини, південна частина Словенії та Далмація — до складу Італії, Воєводина (Бачка), Меджимур'є і північно-західна частина Словенії — до Угорщини, більша частина Македонії та східні райони Сербії — до складу Болгарії, а Косово і Метохія, західні райони Македонії і східні райони Чорногорії — до складу Албанії.
Були утворені Незалежна Держава Хорватія (включаючи Боснію і Герцеговину), королівство Чорногорія (трон залишився не зайнятим) і республіка Сербія. При цьому Чорногорія була окупована італійськими військами, а Сербія — німецькими, але там були створені місцеві уряди та адміністративно-державні структури, а також збройні сили.
Першим організованим антиокупаційним рухом на югославських землях стала військова організація четників (заснована 11 травня 1941), що орієнтувалися на підтримку Великобританії і виступали від імені емігрантського королівського уряду на чолі з королем Петром II Карагеоргієвичем. Рух четників отримав підтримку серед військовослужбовців Югославської армії, які ховалися або ухилялися від полону, а також серед серського націоналістично налаштованого населення. Практична діяльність четників спочатку й обмежувалася Сербією. Починаючи з середини літа 1941 року, четницький рух зіткнувся з новим чинником — антиокупаційним рухом під керівництвом КПЮ.
До вторгнення країн Осі Компартія Югославії була добре налагодженою нелегальною організацією, що складалася приблизно з 12 тисяч осіб. Цю кількість доповнювали, за різними оцінками, від 30 тисяч до 50 тисяч комсомольців. КПЮ не визнала акту капітуляції Югославії і зайняла різко негативну позицію по відношенню до окупантів. У зверненні ЦК КПЮ до народів Югославії від 15 квітня 1941 року містився заклик до боротьби із загарбниками за незалежність Югославії. Не визнавалася створена усташами Незалежна Держава Хорватія. Водночас, ураховуючи існування пакту Молотова-Ріббентропа, у травні військовий комітет при ЦК КПЮ ухвалив створити бойові нелегальні підрозділи, кожне з яких мало включати приблизно 30 членів партії, а також перевести ЦК партії до Белграда.

## Початок діяльності
27 червня 1941 року Центральний комітет Комуністичної партії Югославії вирішив створити Головний штаб партизанського руху на чолі з Тіто. У липні було розроблено план розширення партизанських операцій у Сербії, що передусім передбачав збільшення чисельності партизанських груп і перехід до активних дій. Але дійсність перекинула ці розрахунки: вже 7 липня у Західній Сербії, а згодом у Чорногорії почалося масове повстання проти окупантів. Лише у Чорногорії чисельність повстанців досягла 32 тисяч осіб. 22 липня розпочалася озброєна партизанська боротьба у Словенії, 27 липня — у Хорватії, де спочатку діяли партизанські загони, що складалися з сербів, що рятувалися від геноциду. У жовтні 1941 року партизани почали діяти в Македонії.. 
До жовтня 1941 року в Югославії діяло близько 70 тисяч партизанів. У Західній Сербії утворилася велика звільнена зона. Сюди перебазувався головний штаб партизанського руху. Тут почалося формування органів нової влади — Народно-визвольних комітетів.
На першій стадії війни партизани виступали разом із націоналістичними формуваннями четників Драголюба Михайловича. До листопада 1941 року, четникам та комуністам вдалося провести кілька вдалих операцій і взяти під контроль значні райони східної Боснії, але внутрішня логіка розвитку подій неминуче розводила партизанів та четників по різні боки барикад. Збройна боротьба четників із партизанами розпочалася з конця осіні 1941 року і тривала до кінця війни. До того ж командування західних союзників, що зробило ставку на четників, забезпечувало їх зброєю, боєприпасами, спорядженням, засобами зв'язку, грошима. Цей факт вкотре наголошує, що народно-визвольна боротьба в Югославії носила одночасно характер громадянської війни. Партизанам Тіто протистояли німецькі, італійські, болгарські та угорські окупаційні війська, хорватські усташі та домобрани, озброєні формування белградського уряду Мілана Недича, четники Дражі Михайловича, загони албанських націоналістів — балістів. До цього треба додати і дивізію російських козаків генерала Краснова, сформовану з-поміж колишніх білогвардійців і радянських військовополонених, які присягнули Гітлеру..
21 грудня 1941 року було створено перше військове з'єднання НВАЮ — 1-ша пролетарська бригада. У березні 1942 року була створена 2-га Пролетарська бригада, у червні 1942 року - 3-я, 4-та і 5-та. До кінця 1942 року НВАЮ мала у своєму складі 2 армійські корпуси, 8 дивізій, 31 бригаду та 36 партизанських загонів — лише понад 150 тисяч осіб.
1942 рік відзначився для югославських комуністів найважчими поразками. У Східній Боснії окупанти наполегливо тіснили партизанів, скоротивши контрольовані ними райони до масштабу незначних анклавів. Важкої поразки зазнали партизани в червні-липні 1942 р. на плоскогір'ї Козара, де 21-тисячний ударний корпус військ НДХ за підтримки 3 тис. четників і 9 тис. гітлерівських та угорських військових за лічені дні розгромив дислоковане там сильне угруповання НВАЮ.
Опинившись у важкому становищі, Йосип Броз Тіто і командування НВАЮ зуміли, тим не менш, продемонструвати сміливе стратегічне мислення і вміле тактичне керівництво своїми військами. Восени 1942 р. ними була розпочата прихована передислокація всіх боєздатних партизанських сил на території НДХ в Країну — переважно гірський район на боснійсько-хорватському кордоні. Незважаючи на тяжкі умови, партизанам удалося сконцентруватися в заданих районах. 2-4 листопада 8 добірних партизанських бригад, підсилених артилерією, раптово розвинули потужний наступ на великий районний центр Бихач, створивши там так звану «Бихацьку республіку». Під захистом оборонних рубежів на важкопрохідних гірських перевалах партизани використовували її як плацдарм для нарощування сил.
Перша половина 1943 також стала для югославських партизанів періодом важких випробувань. Запеклі бої на річці Неретва (лютий — березень) і на річці Сутьєска (травень) ознаменували собою початок перелому в партизанській війні. Незважаючи на великі втрати, завдані частинам НВАЮ, окупантам навіть ціною максимальної напруги сил (у битві на Сутьєсці чисельність німецько-італійських військ становила 115 тисяч проти 18 тисяч партизанів) не вдалося розгромити головні сили НВАЮ. Основне вогнище партизанського руху перемістилося до Східної Боснії.
8 вересня 1943 року сталася подія, що дуже вплинула на подальший розвиток подій у Югославії: капітулювала Італія. 15 італійських дивізій, що воювали проти партизанів, вийшли з війни, а їхня зброя та спорядження потрапили до рук НВАЮ. Це дозволило збільшити лави партизанів на 80 тисяч бійців.
Із переходом на бік союзників Румунії та Болгарії, де під впливом успішного наступу Червоної армії відбулися державні перевороти і до влади прийшли прорадянські уряди, Східний фронт Другої світової війни докотився до кордонів колишньої Югославії. 5 липня 1944 року лідер югославських комуністів Йосип Броз Тіто звернувся до Сталіна з проханням про «найбільшу допомогу» і вступ військ Червоної армії на територію Югославії, попереджаючи, що тільки так можливо буде уникнути впливу західних союзників і прихильників королівського уряду у вигнанні (насамперед — четників). 28 вересня 1944, діючи з території Румунії та Болгарії, до Югославії вступили радянські війська 2-го і 3-го Українських фронтів (46-та і 57-ма армії, 4-й гвардійський мехкорпус і Дунайська річкова флотилія), а також збройні сили прокомуністичного Вітчизняного фронту Болгарії (11 дивізій та 2 бригади). 
За підтримки Червоної армії і болгарських військ частини НВАЮ, що налічували до 650 тис. бійців і володіли переданими СРСР і США бойовою авіацією і бронетехнікою, розгорнули успішний наступ проти гітлерівців і їхніх союзників у Сербії, Македонії та Чорногорії. 20 жовтня після запеклих боїв вони взяли Белград.
На початку листопада 1944 року радянські війська вийшли з Югославії. У складі югославських військових частин залишилося багато радянських військових фахівців, які мали підготувати кадри для армії нової Югославії. СРСР передав частинам НВАЮ велику кількість стрілецького та важкого озброєння, літаків, бронетехніки, засобів зв'язку та ППО. Все це дозволило югославським комуністам у 1945 р. розгорнути свої збройні сили до 800 тис. чол. 1 березня 1945 НВАЮ була офіційно перейменована в Югославську армію, що складалася з сухопутних сил, ВПС і ВМС. 7 березня 1945 Йосип Броз Тіто сформував Тимчасовий народний уряд Демократичної федеративної Югославії, офіційно визнаний союзниками єдиною законною владою в країні. 
Боротьба за визволення Югославії завершилася лише в середині травня 1945 року, через тиждень після капітуляції Німеччини. Це пояснюється тим, що залишки німецьких військ та їхніх союзників — хорватських усташів, російських козаків Краснова та інших колабораціоністів — намагалися пробитися до Австрії, щоб там здатися англо-американським військам. Завдяки цьому багатьом ватажкам усташів вдалося врятуватися. Щодо козаків Краснова, то вони поголовно були видані англійцями радянському командуванню. 15 травня 3-тя армія НВАЮ завдала поразки останньому великому угрупованню військ противника в Словенії, тим самим завершивши звільненню країни.

## Військові втрати
Наявні оцінки втрат НВАЮ за весь період війни різняться. Згідно з виданим у 1982 році комплексним дослідженням Військово-історичного інституту в Белграді «Narodno oslobodilačka vojska Jugoslavije», в роки війни загинули 305 тисяч партизанів і 425 тисяч були поранені.

## Воєнні злочини
Тіто наказав своїм партизанам нападати на противника всюди, ціна наслідків не мала значення. На територіях, що потрапили під їхній контроль, вони встановлювали свої порядки, не рахуючись із народом. Комуністи анітрохи не ніяковіли від проведення терору. Окрім окупантів, вони традиційно боролися з «ворогами народу», станами (зокрема, священниками), а також російськими білоемігрантами. І тих, і інших комуністи просто нещадно винищували. Так, наприклад, було вирізано поселення російських козаків. Вал югославського червоного терору став однією з причин створення російськими білоемігрантами так званого «Російського корпусу», який боровся виключно проти комуністів і співпрацював із Драголюбом Михайловичем та його четниками.
У відповідь на активно зростаючу підтримку партизанського руху серед народів Югославії окупаційна влада почала усіляко демонізувати партизанів, а потім, намагаючись придушити рух, почала репресії проти мирного населення.[джерело не вказане 1658 днів].

## Коментар
1. ↑  За час свого існування мала такі повні назви: Наро́дно-визво́льні партиза́нські заго́ни Югосла́вії (червень 1941 — січень 1942), Наро́дно-визво́льна партиза́нська й доброво́льча а́рмія Югосла́вії (січень — листопад 1942),  Наро́дно-визво́льна а́рмія та партиза́нські заго́ни Югосла́вії (листопад 1942 — березень 1945).
2. ↑  Офіційно опубліковане у зверненні ЦК КПЮ від 12 липня 1941 року.
3. ↑  Нині — частина села Брштица[sr].